# Еліс Лаунсберрі

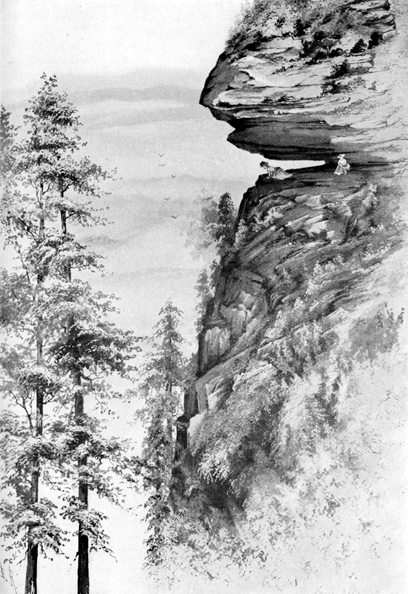
Еліс Лаунсберрі та Елліс Ровен досліджують гору «Caesar's Head», Південна Кароліна. Зі статті «Південні польові квіти та дерева».

Еліс Лаунсберрі (англ. Alice Lounsberry; 6 листопада 1868 — 21 листопада 1949) — американська жінка-ботанік та письменниця. Вона тісно співпрацювала з австралійською художницею, ботанічною ілюстраторкою Елліс Ровен, у співавторстві з якою опублікувала три книги.

## Біографія
Лаунсберрі була дочкою Джеймса Сміта Лаунсберрі та Сари Вудрафф (Берроуз) Лаунсберрі. Вона навчалася в школі місіс Сільванус Рід у Нью-Йорку. Зацікавлення Лаунсберрі до квітів та рослин почалася ще в дитинстві, ймовірно, з дослідження садів навколо Нью-Йорка. У свої двадцять років вона вже була членом ради директорів Нью-Йоркського ботанічного саду.
Лаунсберрі співпрацювала із відомою австралійською художницею, ботанічною ілюстраторкою Елліс Ровен, і більшість її популярних опублікованих робіт з'явилися під час роботи з Ровен. Вони почали листувалися, коли Ровен була госпіталізована через захворювання на грип під час поїздки до Нью-Йорка. Ця новина облетіла місто, і Лаунсберрі, велика шанувальниця Ровен, принесла до лікарні коробку зібраних вручну польових квітів разом із листівкою з написом «Від однієї шукачки квітів до іншої — і шанувальника вашої роботи». Ровен була зворушена цим жестом, і вони стали друзями, незважаючи на двадцятирічну різницю у віці.
Протягом наступних чотирьох років вони вдвох подорожували південно-східними штатами у пошуках місцевих рослин. Першого року вони поїхали до Флориди, досліджуючи річку Сент-Джонс та інші місцини. Згодом вони відвідали регіон Південної Аппалачі, включаючи гору Роан (нагір'я Роан) у Теннессі та гору Грандфазер у Північній Кароліні. Наступного року вони повернулися до цього регіону, працюючи в гербарії маєтку Білтмор у Ешвіллі, Північна Кароліна. Ймовірно, саме тут Лаунсберрі познайомилася з Чонсі Бідлом.
Про свої подорожі з Ровен американським Півднем Лаунсберрі писала: «Щоб дізнатися щось про історію, фольклор та використання південних рослин, а також побачити рідкісні рослини, що ростуть у їхньому природному середовищі, ми з місіс Ровен подорожували багатьма місцинами півдня, завжди докладаючи всіх зусиль, щоб змусити місцевих жителів поговорити з нами. Через гірський регіон ми їздили від хатини до хатини, і ніде не могли б зустріти більшої доброти та гостинності».

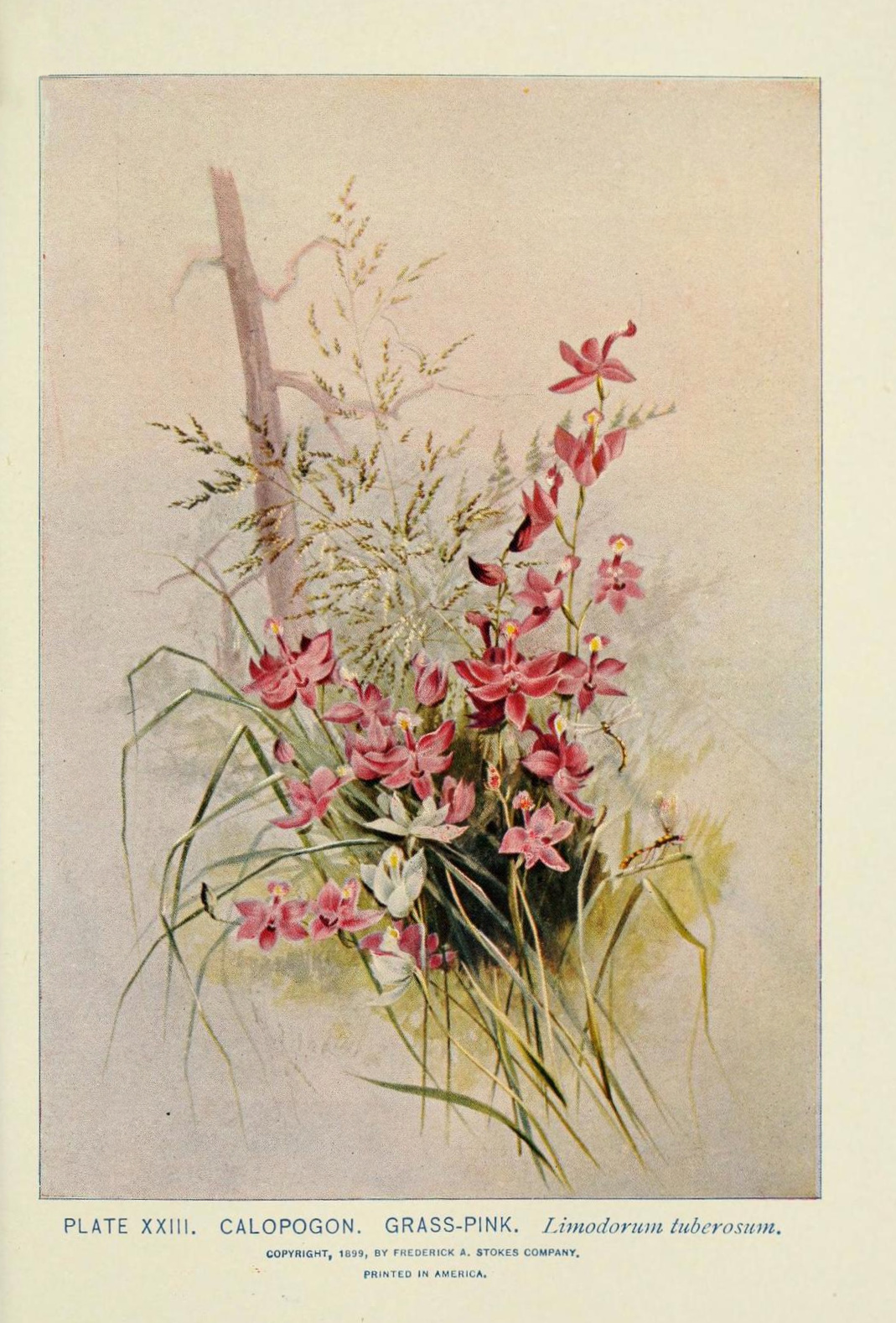
Calopogon tuberosus, з «Путівника по диких квітах»